# 542461 Slovinsky
542461 Slovinsky este o planetă minoră (asteroid) din centura de asteroizi. A fost descoperită pe 3 octombrie 2010 la Piszkéstetői Obszervatórium⁠(d) de Krisztián Sárneczky⁠(d). 
Obiectul prezintă o orbită caracterizată de o semiaxă mare de 3,124209321858 UAi, o excentricitate de 0,062045415605181, o înclinație de 10,697809042993 ° în raport cu ecliptica.